# Grimmy
Grimmy (en anglais, Mother Goose & Grimm) est un comic strip humoristique créé par l'américain Mike Peters et qui fit sa première apparition dans les journaux le 1er octobre 1984. Aujourd'hui, il est publié dans plus de 800 journaux, parmi lesquels le New York Daily News, le Washington Post et le Los Angeles Herald Examiner. En France, on le retrouve dans Télé Star et dans
Le Républicain Lorrain.
L'histoire est une suite de gags tournant autour d'un gros chien jaune, nommé Grimmy.

## Personnages
- Grimmy est un Bull Terrier[1], race connue pour son incapacité à obéir aux ordres. Grimmy est un anti-héros au pelage jaune, sale, vulgaire et menteur. Ses activités favorites? Courir après le facteur, boire l'eau des toilettes, dévorer ce qu'il y a dans les poubelles ou encore martyriser son entourage. On peut le considérer comme le Garfield des chiens (mais en plus sadique et cynique!)
- Attila est un petit chat violet peureux qui passe ses journées à dormir en boule. C'est le souffre-douleur principal de Grimmy mais il le lui rend bien aussi.
- Sumo est un énorme chat violet très simplet.
- Jambon est un cochon rose qui marche sur ses pattes de derrière et arbore un magnifique nœud papillon bleu et jaune. Il n'est pas très malin et a un grave problème d'élocution.
- Mère l'Oie est la propriétaire de tous ces animaux précédemment cités… bref, elle a beaucoup de boulot avec eux et doit s'armer de patience.
- Ralph est un des amis chiens de Grimmy.

## Liste des albums parus en France
- 1 La routine (05/1991)  (ISBN 2-205-04045-6) Dargaud
- 2 Faudrait peut-être que je me lave les oreilles (10/1991)  (ISBN 2-205-04571-7) Dargaud
- 3 Si j'ai bien compris… (02/1993)  (ISBN 2-205-04572-5) Dargaud
- 4 Je me lave les dents après chaque poubelle (03/1994)  (ISBN 2-205-04573-3) Dargaud
- 5 Chien Sympa (07/1995)  (ISBN 2-205-04395-1) Dargaud
- 6 C'est le facteur... (07/1996)  (ISBN 2-205-04516-4) Dargaud
- 7 Nom d'un chien ! Ça sent l'erreur judiciaire ! (05/1997)  (ISBN 2-205-04608-X) Dargaud
- 8 Enfin un aspirateur qui enlève les poils (05/1998)  (ISBN 2-205-04755-8) Dargaud
- 9 Ça fait une heure que j'aboie ! (01/1999)  (ISBN 2-205-04865-1) Dargaud
- 10 Qu'est-ce que vous avez de plus pourri ? (02/2000)  (ISBN 2-205-04976-3) Dargaud
- 11 Dis-moi, ça marche vraiment, l'acupuncture ? (02/2001)  (ISBN 2-205-05128-8) Dargaud
- 12 Merci de ne pas nous réveiller avant 10 h (02/2002)  (ISBN 2-205-05314-0) Dargaud
- 13 Passe-moi le shampoing, s'il te plaît ! (02/2003)  (ISBN 2-205-05441-4) Dargaud
- 14 Vous recyclez vos déchets ? (02/2004)  (ISBN 2-205-05583-6) Dargaud
- 15 Mais tu m'avais bien dit de vider la litière ? (02/2005)  (ISBN 2-205-05701-4) Dargaud
- 16 Le meilleur ami de l'homme (01/2006)  (ISBN 2-205-05873-8) Dargaud
- 17 Le Tour de Grimmy (07/2007)  (ISBN 2-205-05990-4) Dargaud